# Konstancia cseh királyné
Árpád-házi Konstancia vagy Magyarországi Konstancia (csehül: Konstancie Uherská, 1180 körül – 1240. december 6.), az Árpád-házból származó magyar királyi hercegnő, III. Béla magyar király és Châtillon Anna királyné leánya, aki I. Ottokár cseh királlyal kötött házassága révén cseh királyné 1199 és 1230 között.

## Származása
Konstancia hercegnő 1180-ban született Esztergomban, a magyar királyi dinasztia, az Árpád-ház tagjaként. Apja III. Béla magyar király, aki II. Géza magyar király és Kijevi Eufrozina királyné gyermeke volt. Apai nagyapai dédszülei Vak Béla magyar király és Szerbiai Ilona (I. Uroš szerb nagyzsupán leánya), apai nagyanyai dédszülője I. Msztyiszlav kijevi nagyfejedelem volt. A hercegnő édesanyja Châtillon Anna királyné, Châtillon Rajnald antiochiai fejedelem és Antiókhiai Konstancia fejedelemnő leánya volt. Anyai nagyanyai dédszülei II. Bohemund antiochiai fejedelem és Jeruzsálemi Aliz (II. Balduin jeruzsálemi király leánya) volt.
A hercegnő apja első házasságából származott, Béla király felesége 1184-es halálát követően másodjára is megházasodott, ekkor Franciaországi Margitot (VII. Lajos francia király leányát, Henrik ifjabb angol király özvegyét) vette feleségül. Konstancia szülei legfiatalabb leánygyermeke volt. Három felnőttkort megért testvére között van két későbbi magyar király, Imre és II. András, valamint Margit hercegnő, aki többek között II. Iszaakiosz bizánci császár felesége is volt.

## Házassága és gyermekei
Konstanciát 1189-ben eljegyezték V. Frigyes sváb gróffal, Barbarossa Frigyes német-római császár és I. Beatrix burgundi uralkodó grófnő fiával, aki azonban 1191-ben életét vesztette a harmadik keresztes hadjárat során Akkó ostrománál. A férje végül a cseh uralkodó dinasztia, a Přemysl-házból származó I. Ottokár cseh király lett. Ottokár I. Ulászló cseh királynak (II. Ulászló fejedelemnek) és Türingiai Judit királynénak (I. Lajos türingiai tartománygróf leányának) fia volt. Kettőjük házasságára 1199-ben került sor. Ez volt Ottokár második házassága, előző feleségétől, Meißeni Adelhaidtól 1199-ben vált el közeli vérrokonság ürügyén. Konstancia és Ottokár kapcsolatából összesen kilenc gyermek született, melyek közül hét érte meg a felnőttkort. Gyermekeik:
- Vratiszlav herceg (1200 körül – 1205 körül), gyermekként meghalt.
- Jutta hercegnő (1202 körül – 1230 június 2.), Bernát karintiai herceg felesége lett.
- Anna hercegnő (1204 körül – 1265. június 23.), Jámbor Henrik lengyel fejedelem hitvese.
- Ágnes hercegnő (? – 1211 körül), gyermekként meghalt.
- Vencel herceg (1205 körül – 1253. szeptember 23.), apját követvén cseh király.
- Ulászló herceg (1207 körül – 1228. február 10.), morva őrgróf.
- Přemysl herceg (1209 körül – 1239. október 16.), morva őrgróf.
- Vilhelmina hercegnő (1210 körül – 1281. október 24.)
- Ágnes hercegnő (1211 körül – 1282. március 2.), klarisszaapátnő

Konstancia 1236-ban belépett az általa alapított tischnowitzi kolostorba, ahol 1240. december 4-én hunyt el.